# ケルボガ
ケルボガ（カルブーカ、Kerbogha、アラビア語：كربغا, トルコ語：Kürboğa）は、11世紀末にモースル（イラク）のアタベク（領主）であった人物。第1回十字軍に対し戦った。

## 生涯
ケルボガはテュルク系の武将で、奴隷の身からマムルークとなり軍事の才能でのし上がった人物であった。彼は同じくテュルク系の武将で、シリア・セルジューク朝の創始者トゥトゥシュに殺されたアーク・スンクルの遺児、ザンギー（イマードゥッディーン・ザンギー）を手元に預かっている。
1098年5月、当時テュルク系の領主ヤギ・シヤーンが治めていたアンティオキアが西洋人の大軍に包囲されていると聞いたケルボガは、3万弱の軍勢を集めてモースルから救援に向かった。彼は途中、エデッサ（ウルファ）を占拠した西洋人（エデッサ伯国）を攻撃するなど寄り道しながら進み、6月5日から9日頃にアンティオキアに到着したが、アンティオキアはすでに陥落した後だった。ケルボガの軍が向かっていることを知った十字軍側は城内の衛兵を買収して市内に侵入し、6月3日にはアンティオキアを制圧していたのであった。十字軍の将兵は市内に閉じ込められ補給路を断たれ、逆に十字軍側がケルボガ軍に包囲される側となった。
包囲戦の間、隠者ピエール（第1回十字軍に先立って民衆十字軍を率いてフランスから聖地へ行進し、小アジアでルーム・セルジューク朝の軍に壊滅させられて後方へ逃げ戻っていた）なる人物が、城内で立てこもるキリスト教徒の諸侯からの使者としてケルボガのもとへ現れた。彼は両者が決闘で決着をつけることを提案した。ケルボガはおそらく自分の立場の方が安定していると考えたのか、この策を自分の利益のためになるものとは考えず、断った。
一方、包囲された城内では修道士ペトルス・バルトロメオが苦行の末に聖槍を発見したと言い出した。これは十字軍を勇気づけた。同じ頃、包囲を続けるケルボガの軍の中では、軍に加わったシリア・セルジューク朝の王子ら諸侯の間にケルボガがシリア地方に対し今後何かと口出しをしてくるのではないかという疑念が生じ、意見の相違と内輪もめが起こっていた。6月28日、十字軍側の指導者の一人ボエモンが城外へ討って出ることを決めた。それまで市内の十字軍は弱体化しばらばらになっているという知らせを聞いてきたケルボガは、士気の上がったよく統率された十字軍の突撃に驚いた。彼の軍はすでにばらばらであり、十字軍の軍勢がすべて外へ出たところで決戦をするはずが、シリア諸侯の軍は次々と逃走した。ケルボガも撤退しようとしたものの十字軍に襲われ、モースルへと潰走した。